# Emma Wengberg

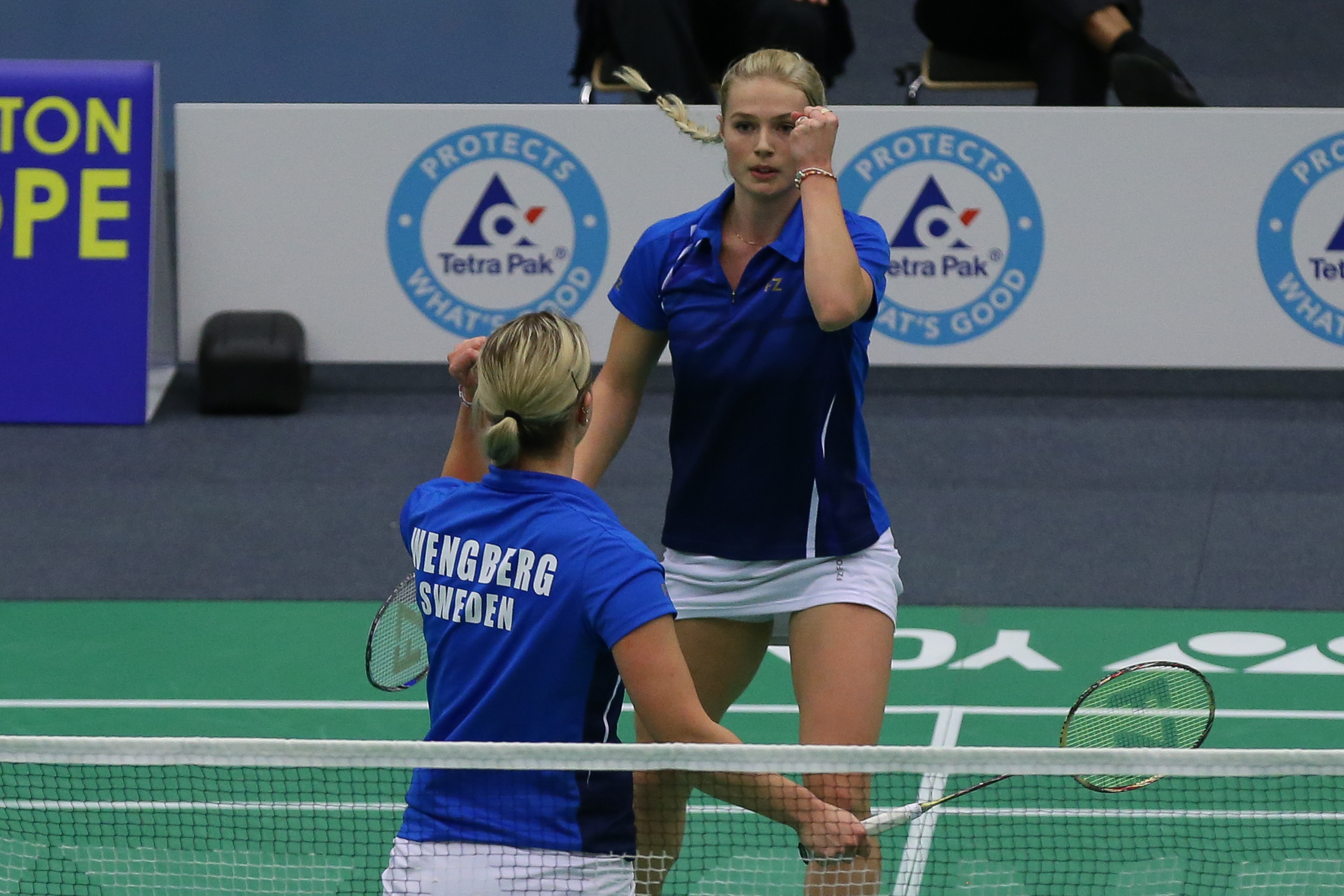
Emma Wengberg und Clara Nistad (2017)

Emma Wengberg (* 28. November 1987) ist eine schwedische Badmintonspielerin.

## Karriere
Emma Wengberg gewann nach zehn Nachwuchstiteln in ihrer Heimat Schweden mit den Iceland International 2006 ihr erstes bedeutendes internationales Turnier bei den Erwachsenen. 2008 war sie bei den Slovenian International erfolgreich, 2009 bei den Turkey International und 2010 bei den Spanish International. 2009 und 2010 gewann sie die schwedischen Meisterschaften im Damendoppel.

## Sportliche Erfolge
| Saison    | Veranstaltung                     | Disziplin   | Platz | Name                                                            |
| --------- | --------------------------------- | ----------- | ----- | --------------------------------------------------------------- |
| 2001/2002 | Schweden: Einzelmeisterschaft U15 | Dameneinzel | 1     | Emma Wengberg (BK Aura)                                         |
| 2001/2002 | Schweden: Einzelmeisterschaft U15 | Damendoppel | 1     | Emma Wengberg / Sara Persson (BK Aura)                          |
| 2003/2004 | Schweden: Einzelmeisterschaft U17 | Mixed       | 1     | Richard Eidestedt / Emma Wengberg (Uppsala KFUM / BK Aura)      |
| 2003/2004 | Schweden: Einzelmeisterschaft U17 | Damendoppel | 1     | Nicole Clern / Emma Wengberg (Oxie / BK Aura)                   |
| 2003/2004 | Schweden: Einzelmeisterschaft U17 | Dameneinzel | 1     | Emma Wengberg (BK Aura)                                         |
| 2003/2004 | Schweden: Einzelmeisterschaft U17 | Dameneinzel | 1     | Emma Wengberg (BMK Aura)                                        |
| 2003/2004 | Schweden: Einzelmeisterschaft U17 | Mixed       | 1     | Richard Eidestedt / Emma Wengberg (Uppsala KFUM / BK Aura)      |
| 2004/2005 | Schweden: Einzelmeisterschaft U19 | Mixed       | 1     | Rickard Eidestedt / Emma Wengberg (BMK Aura)                    |
| 2005/2006 | Schweden: Einzelmeisterschaft U19 | Dameneinzel | 1     | Emma Wengberg (BK Aura)                                         |
| 2005/2006 | Schweden: Einzelmeisterschaft U19 | Damendoppel | 1     | Sara Persson / Emma Wengberg (BMK Aura)                         |
| 2006      | Iceland International             | Mixed       | 1     | Henri Hurskainen / Emma Wengberg                                |
| 2006/2007 | Schweden: Einzelmeisterschaft U22 | Mixed       | 1     | Henri Hurskainen / Emma Wengberg (Västra Frölunda)              |
| 2007/2008 | Schweden: Einzelmeisterschaft U22 | Damendoppel | 1     | Emma Wengberg / Emelie Lennartsson (V Frölunda / BK Carlskrona) |
| 2008      | Slovenian International           | Damendoppel | 1     | Emelie Lennartsson / Emma Wengberg                              |
| 2009      | Turkey International              | Damendoppel | 1     | Emelie Lennartsson / Emma Wengberg                              |
| 2009      | Schwedische Meisterschaft         | Damendoppel | 1     | Emelie Lennartsson / Emma Wengberg                              |
| 2010      | Schwedische Meisterschaft         | Damendoppel | 1     | Emelie Lennartsson / Emma Wengberg                              |
| 2010      | Spanish International             | Damendoppel | 1     | Emelie Lennartsson / Emma Wengberg                              |